# Borzymy (województwo warmińsko-mazurskie)
Borzymy (niem. Borczymmen, 1881–1936 Borszymmen) – wieś w Polsce położona w województwie warmińsko-mazurskim, w powiecie ełckim, w gminie Kalinowo.
W latach 1954–1972 wieś należała i była siedzibą władz gromady Borzymy. W latach 1975–1998 miejscowość administracyjnie należała do województwa suwalskiego.
We wsi kościół bezwieżowy z 1812.

## Nazwa
Podczas akcji germanizacyjnej nazw miejscowych i fizjograficznych historyczna nazwa niemiecka Borszymmen została przez administrację nazistowską zastąpiona kolejnymi nazwami Borschymmen (1936-1938) i Borschimmen (1938-1945). Obecna nazwa została administracyjnie zatwierdzona 12 listopada 1946.